# 蛇岛 (黑海)
蛇岛（羅馬化：ostriv Zmiinyi）是位于黑海多瑙河三角洲附近的岛屿，其中文名稱意译自罗烏兩语，按烏克蘭語名譯为兹米伊内岛，屬烏克蘭敖德萨州管辖。2007年，烏克蘭在島上建立村莊，常住人口為30人。2022年俄羅斯入侵烏克蘭期間，蛇島曾一度遭俄軍佔領；2022年6月30日，乌克兰政府宣布在烏軍強力攻勢下，蛇島的俄軍已撤離，同日俄羅斯國防部亦證實其軍隊從蛇島撤軍的消息。

## 地理

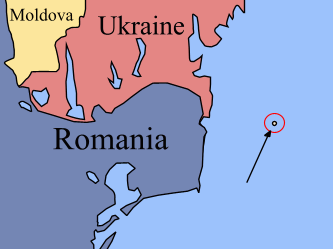

蛇岛位于多瑙河河口以东，距海岸线35公里处的黑海之中。最高点是海拔41米（135英尺）。周围富油气资源。

## 历史
该岛最初由古希腊人命名为 Λευκός ，意为“白色的岛屿”，因为该岛上有丰富的白色大理石。岛上有许多古希腊文化遗迹。在奥斯曼帝国时期该岛被命名为 Fidonisi （希腊语“蛇岛”之意）。后该岛曾一度被俄罗斯帝国占领。罗马尼亚独立后该岛属罗马尼亚所有。1948年，苏联强迫罗马尼亚将蛇岛移交给当时的苏联加盟共和国乌克兰苏维埃社会主义共和国。苏联解体后，乌克兰继续控制该岛，罗马尼亚一直表示抗议。1995年，罗马尼亚向乌克兰提出包括蛇岛在内的一些领土归属问题，要求重划两国边界，遭乌克兰方面反对，雙方关系一度紧张。直到1997年，乌克兰外長和罗马尼亚外长在乌克兰首都基辅签署《乌克兰和罗马尼亚友好、睦邻、合作条约》，解除了雙方关系的紧张状态，并承诺双方不向对方提出领土要求，乌克兰则保证不在蛇岛上部署进攻性武器，同意通过谈判解决海上边界问题，在问题解决之前任何一方都不开发争议海区的资源。后来，罗马尼亚为了进入北约（要求加入北约的候选成員不能有任何领土争端）于2003年6月17日与乌克兰签署条约，正式承认蛇岛归乌克兰所有。

### 2022年俄羅斯入侵烏克蘭
2022年2月24日，俄羅斯入侵烏克蘭，俄軍派遣兩艘軍艦前往蛇島，並向烏克蘭守軍廣播勸降。烏克蘭政府起初表示島上共有13名守備軍力，認為他們在表態拒絕投降並在辱罵俄軍後遭受炮擊陣亡。但不久後俄羅斯媒體發布“82名烏軍士兵在蛇島投降”的影片，俄羅斯國防部表示，這些俘虜簽署承諾不再對俄軍採取軍事行動的協議後將被獲釋，随后乌克兰海军证实了士兵被俘虏的消息。
2022年3月30日，先前駐守蛇島並曾對俄軍飆罵的烏克蘭士兵罗曼·赫里博夫在俄烏交涉之後被俄羅斯釋放返回烏克蘭，切爾卡瑟州州長伊戈尔·塔布列茨頒發頒發公民榮譽勳章給他。
2022年5月，烏克蘭軍隊屢次針對蛇島上的俄軍展開攻擊，5月8日俄軍一架Mi-8AMTSh直升機（蓝色92号）在蛇島懸停補給時遭到上方的烏軍拜拉克塔尔TB2無人機攻擊擊毀，創下首次由無人機擊落有人直昇機的紀錄。
2023年7月8日，乌克兰总统泽连斯基访问了蛇岛以纪念守卫此岛的士兵，7月13日，俄罗斯军队向该岛投掷了一枚航空炸弹。
2023年12月6日，烏克蘭防空部隊發射一枚愛國者三型導彈，在蛇島上空擊落俄軍一架Su-24戰鬥轟炸機，飛行員當場身亡。

## 海洋划界

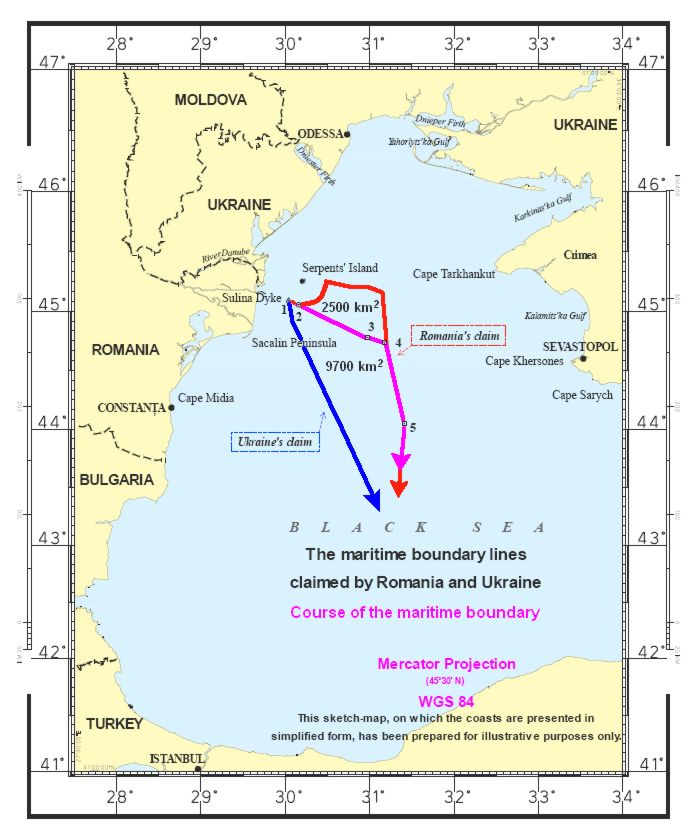
蓝线为乌克兰方面的要求
红线为罗马尼亚方面要求
紫红线为国际法院仲裁结果

2004年9月，罗马尼亚在与乌克兰上方就黑海大陆架及专属经济区划分的问题进行数轮谈判未果后，向国际法院提起诉讼，要求国际法院对雙方海上边界进行划分。2009年2月3日，国际法院在荷兰海牙一致裁决，划分了罗马尼亚与乌克兰在黑海海域的边界，存在争议的区域约有80%被判归罗马尼亚所有。